# Kari Wahlgren
Kari Kahleah Wahlgren (Hoisington, 13 de julio de 1977) es una actriz y cantante estadounidense, encargada de aportar su voz a una gran cantidad de producciones animadas para cine, televisión y videojuegos.

## Carrera

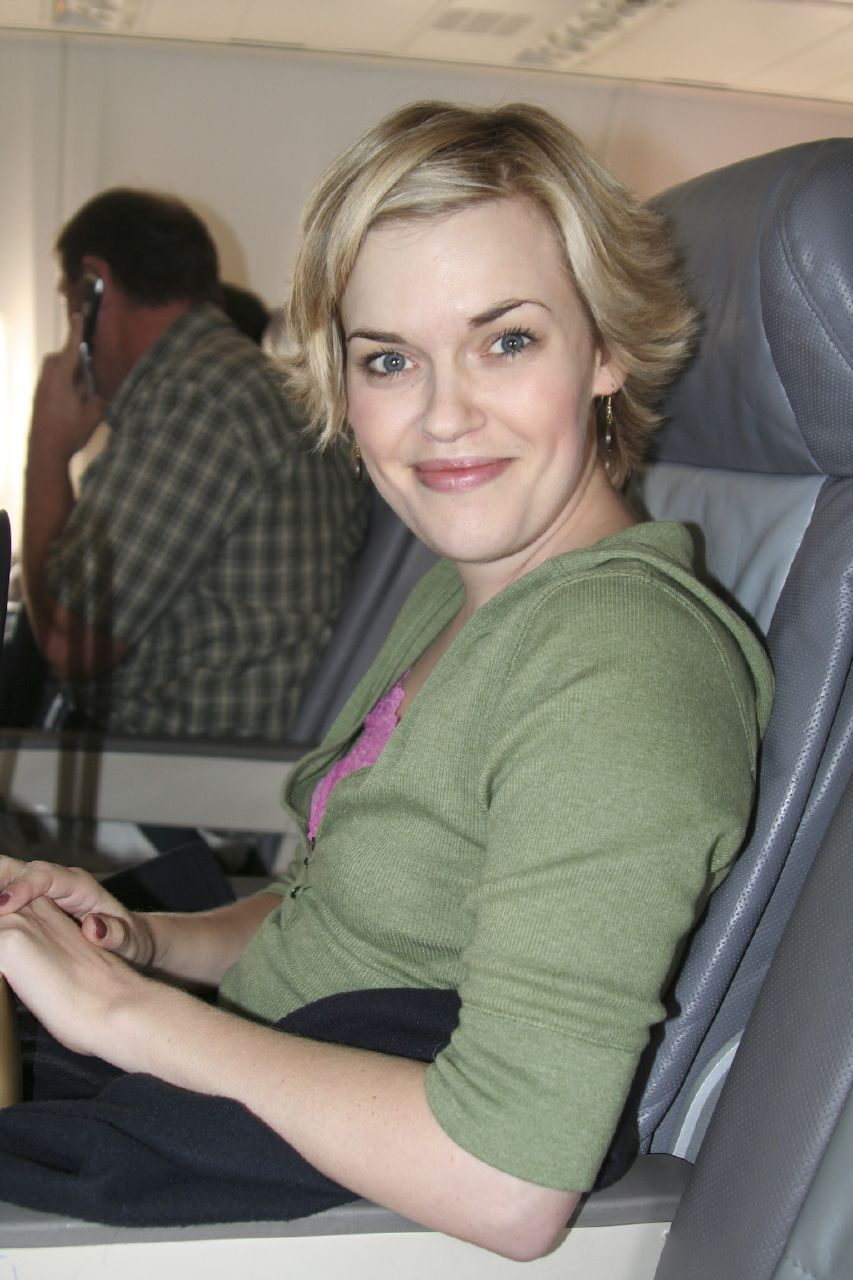
Kari Wahlgren en 2007.

Wahlgren inició su carrera aportando la voz de Haruko Haruhara en la miniserie de 2000 FLCL. Más adelante aportó las voces de Robin Sena en Witch Hunter Robin, Lavie Head en Last Exile, Fuu en Samurai Champloo, Scarlett en Steamboy, Pacifica Casull en Scrapped Princess, Saya Otonashi en Blood+, Kagami Hiiragi en Lucky Star, Saber en Fate/Zero y Celty Sturluson en la serie de Durarara!!
En la animación estadounidense se ha desempeñado como actriz de voz en una gran cantidad de producciones, entre las que destacan Super Robot Monkey Team Hyperforce Go!, Fish Hooks, Phineas and Ferb, Ben 10, Kung Fu Panda: Legends of Awesomeness, Winx Club, Kaijudo: Rise of the Duel Masters, Rick and Morty, Bunnicula, The Fairly OddParents, Bunsen Is a Beast, Dorothy and the Wizard of Oz y La próxima gran aventura de Archibald.

## Vida personal
Wahlgren es de ascendencia sueca e irlandesa. En diciembre de 2022, anunció que estaba esperando su primer hijo con el baterista Bobby Rock, que nacería en enero de 2023. El 5 de febrero de 2023, reveló a través de Instagram que había dado a luz a su hijo.

## Filmografía

### Cine
- Neverland (2003)
- Steamboy (2004)
- Shrek tercero (2007)
- Bolt (2008)
- Aliens in the Attic (2009)
- Paperman (2012)
- Planes: Fire & Rescue (2014)
- Tinker Bell and the Legend of the NeverBeast (2014)
- The Laws of the Universe Part 0 (2015)
- The Nut Job 2: Nutty by Nature (2017)
- The Christmas Chronicles (2018)

### Actriz de voz

#### Series animadas
| Año                            | Título                                 | Rol | Notas                                                                 |               |
| ------------------------------ | -------------------------------------- | --- | --------------------------------------------------------------------- | ------------- |
| 2004–2006                      | Super Robot Monkey Team Hyperforce Go! | Nova, Computer Voice, Ma Sheenko, Puchi's Female Owner, Girl, Woman in Elevator, Female Scanner Voice, Mother, Leeah, Princess Swoggle, Skwedgie, Skater Girl, Ice Queen, Jiggy Gel Shake, Woman with Food, Sphinx, Ghostly Voice, Townsfolk, Neekeeta, Kathurian Female, Alien Nova, Mermaid, Squatch, Driver |                                                                       |               |
| 2005                           | Maya & Miguel                          | Johnny, Mrs. Lopez | Episode: "Team Santos"                                                |               |
| 2005–2006                      | American Dragon: Jake Long             | Mermaid, Centaur, Wood Nymph, Bride, Silver |                                                                       |               |
| 2005–2007                      | A.T.O.M.                               | Dr. Magness |                                                                       |               |
| 2006–2007                      | Ben 10                                 | Charmcaster, Materia Gris (Gwen), Kid #4, Toddler Hex |                                                                       |               |
| 2006 de julio de 21            | Danger Rangers                         | Alice Buckster, Mom #2 | Episode: "Dog Days"                                                   |               |
| 2006 de julio de 21            | Shorty McShorts' Shorts                | Oki-Dokee | Episode: "The Phabulizers"                                            |               |
| 2006 de septiembre de 23–2008  | Legion de Super Heroes                 | Saturn Girl, Triplicate Girl, Shrinking Violet, Infectious Lass, Ayla Ranzz |                                                                       |               |
| 2007 de mayo de 5              | Kim Possible                           | Electronique | Episode: "Stop Team Go"                                               |               |
| 2007 de agosto de 31–09        | Tak and the Power of Juju              | Jeera, Bleeta |                                                                       |               |
| 2008 de marzo de 13            | Lil' Bush                              | Lil' Hillary, Lil' Condi | Temporada 2                                                           |               |
| 2008 de mayo de 24–2013        | Phineas y Ferb                         | Suzy Johnson |                                                                       |               |
| 2008 de septiembre de 28–2012  | The Life & Times of Tim                | Gladys |                                                                       |               |
| 2008 de septiembre de 29–2010  | The Penguins of Madagascar             | Jillie, Kitka |                                                                       |               |
| 2009 de enero de 10            | Random! Cartoons                       | Sparkles, Mom, Leprechaun | Episode short: "Sparkles and Gloom"                                   |               |
| 2009 de enero de 10            | Wolverine and the X-Men                | Emma Frost, Dr. Sybil Zane, Magma, Christy Nord | Grouped under Voices                                                  |               |
| 2009 de enero de 10            | Back at the Barnyard                   | Sheila, Sissy | Episode: "Bling My Barn"                                              |               |
| 2009 de enero de 10            | The Secret Saturdays                   | Abbey, Charles, Ruby, Cody, Wyatt |                                                                       |               |
| 2010–12                        | Kick Buttowski                         | Honey Buttowski |                                                                       |               |
| 2010–12                        | Ben 10: Ultimate Alien                 | Charmcaster, Rojo |                                                                       | [ 6 ]         |
| 2010 de septiembre de 24–2014  | Fish Hooks                             | Shellsea, Snake |                                                                       | [ 7 ] [ 8 ]   |
| 2010 de octubre de 11          | Zevo-3                                 | Ellie Martin/Elastika |                                                                       | [ 9 ] [ 10 ]  |
| 2010 de octubre de 20–2012     | The Avengers: Earth's Mightiest Heroes | Enchantress, Jane Foster, Beautiful Woman, Karnilla |                                                                       | [ 6 ] [ 11 ]  |
| 2010 de noviembre de 19–2011   | Sym-Bionic Titan                       | Kimmy, Amber, Monica |                                                                       |               |
| 2011 de enero de 27            | Archer                                 | Anka Scholtz | Episode: "Swiss Miss"                                                 |               |
| 2011 de enero de 27            | Regular Show                           | Movie Actress | Episode: "Do Me a Solid"                                              | [ 6 ] [ 12 ]  |
| 2011 de enero de 27            | The Problem Solverz                    | Katrina Rad, Cupcake Girl | Episode: "Magic Clock"                                                | [ 13 ]        |
| 2011 de enero de 27            | Scooby-Doo! Mystery Incorporated       | Young Judy Reeves, Regina Wentworth | 2 episodes                                                            | [ 14 ]        |
| 2011 de enero de 27            | Good Vibes                             | Milan Stone, Mrs. Wadska, Mrs. Stone |                                                                       |               |
| 2011 de noviembre de 7–2016    | Kung Fu Panda: Legends of Awesomeness  | Tigress, Princess Mei Li, Ms. Yoon, Fang, Lam, additional voices | Nominated – 2012 BTVA Voice Acting Award                              |               |
| 2012                           | Robot and Monster                      | Baconeers, Gar-Gantuans |                                                                       | [ 6 ]         |
| 2012 de marzo de 3–2014        | DC Nation Shorts                       | Black Canary, Elasti-Girl |                                                                       | [ 15 ]        |
| 2012 de junio de 2–2013        | Kaijudo: Rise of the Duel Masters      | Allie Underhill, Portia, Cyber Lord Hokira, Sasha, Denise Wallace, Ghost, Newscaster #2, Headstrong Wanderer, Padma, Orwellia, Sensei / Masked Figure, Kid Creature, Piper Underhill, Newscaster #3, Woman, Gregoria                                                                                           | Nominated – 2012 BTVA Voice Acting Award                              | [ 16 ] [ 17 ] |
| 2012 de junio de 9–2022        | Young Justice                          | Carol Ferris, J’ann M’orzz, Saturn Girl, Phantom Girl |                                                                       | [ 6 ]         |
| 2012 de junio de 30–2016       | Gravity Falls                          | Shandra Jimenez, Priscilla Northwest, Polly, additional voices |                                                                       | [ 6 ]         |
| 2012 de septiembre de 28–2014  | Randy Cunningham: 9th Grade Ninja      | Morgan |                                                                       | [ 18 ]        |
| 2012 de septiembre de 2        | Winx Club                              | Faragonda, Narrator | Nickelodeon version, season 5 (Beyond Believix), grouped under Voices | [ 19 ]        |
| 2012 de diciembre de 15–2015   | Teenage Mutant Ninja Turtles           | Joan Grody, Woman, Little Girl |                                                                       | [ 6 ]         |
| 2013 de febrero de 9           | Star Wars: The Clone Wars              | Letta Turmond | 2 episodes Nominated – 2013 BTVA Voice Acting Award                   | [ 20 ]        |
| 2013 de febrero de 9           | Henry Hugglemonster                    | Ivor Hugglemonster, Izzy Snifflemonster |                                                                       |               |
| 2013 de febrero de 9           | Monsters vs. Aliens                    | Baby President, Little Girl, Female Admin, Margaret | Episode: "Danger Wears a Diaper"                                      | [ 6 ]         |
| 2013 de diciembre de 2–present | Rick and Morty                         | Jessica, additional voices | Recurring roles                                                       |               |
| 2013                           | Bubble Guppies                         | Shelly, Avi's Mother, Dr. Martin, Bubble Kitty's Owner, Demanda |                                                                       |               |
| 2014                           | Ben 10: Omniverse                      | Charmcaster, Viktoria, Suemongousaur | 4 episodios                                                           | [ 6 ]         |
| 2014                           | TripTank                               | Troll, Troll Baby, Martian Woman |                                                                       | [ 6 ]         |
| 2014                           | The Tom and Jerry Show                 | Fifi, Toots |                                                                       |               |
| 2014                           | Wander Over Yonder                     | Janet | Episode: "The Lonely Planet"                                          |               |
| 2014                           | Hulk and the Agents of S.M.A.S.H.      | Mujer Invisible, Reporter | Episode: "Monsters No More"                                           |               |
| 2014 de noviembre de 1–2016    | Breadwinners                           | Ketta, Fish Head, Old Duck Wife, Peppers, Aunt Lulu, Giant Fire-Breathing Baby Chick, Female Customer, Baby Turtle, Robo Toilet, Computer Voice, Christiana Snapperjaws, Home Shopping Announcer |                                                                       |               |
| 2014 de diciembre de 5–2017    | Penn Zero: Part-Time Hero              | Bowling Ball | 2 episodios                                                           |               |
| 2014 de diciembre de 19        | All Hail King Julien                   | Female King Julien | Episode: "The Wrath of Morticus Khan"                                 |               |
| 2015 de enero de 16            | The Adventures of Puss in Boots        | Malaranea, Red Sheevrah | También Especiales                                                    |               |
| 2015 de enero de 16            | Harvey Beaks                           | Carol, Rock Creature, Felicity, Elderly Woman, Magic Baby, Magic Queen, TV Announcer (2), Troublemaker, Hannah, Anabelle, Phone Voice | Episode: "The Ghost Problem"                                          |               |
| 2015 de junio de 9–2017        | Uncle Grandpa                          | Emily, Snotty Camper | Episode: "Weird Badge"                                                |               |
| 2015 de junio de 22–2019       | Star vs. the Forces of Evil            | Little Girl, Grand Piano Woman, Lady Scarfs-a-Lot, Baby Meteora, Various characters |                                                                       |               |
| 2015 de agosto de 1            | Guardians of the Galaxy                | Proxima Midnight, Hela |                                                                       |               |
| 2015 de septiembre de 14–2019  | Los Vengadores unidos                  | Wasp, Proxima Midnight, Korbinite Mom, World Leader #2, Pleasant Automated Voice |                                                                       |               |
| 2015 de septiembre de 18–2016  | Pig Goat Banana Cricket                | Ashley, Madison, Eve Gruntfest, Miss Smileybells, Kid, Baby Doll, Waitress, Kid #2, Ranger Mom, Sissy Salad, Tofu Jones, Wheat Germ, Ziti Godmother, Cherubs, Female Cop |                                                                       |               |
| 2015                           | Be Cool, Scooby-Doo!                   | Frida, Heidi Ho, Katie the Girlfriend, Edith, Mother (1), Daughter, Vandergrauff |                                                                       |               |
| 2015                           | The Mr. Peabody & Sherman Show         | Annie Oakley, Ada Lovelace, Queen Hatshepsut, Lucy Walker |                                                                       | [ 6 ]         |
| 2015                           | Miles from Tomorrowland                | Concierge Bot, Chef Bots |                                                                       |               |
| 2016–2018                      | The Lion Guard                         | Muhimu, Young Rhino |                                                                       |               |
| 2016–2017                      | The Fairly OddParents                  | Chloe Carmichael | Temporada 10                                                          |               |
| 2016–2018                      | Bunnicula                              | Mina Monroe, Winky Heart Emoji, Commander, Quetzalcoatl, Little Cat, Maya Mouse, Sprinkles, Brycie, Aunt Marie, Lafitte's Mom, Ma Rabbit, Toddler Rabbit, Ms. Tenant, Queen Wicked |                                                                       | [ 6 ] [ 21 ]  |
| 2016–2018                      | The Loud House                         | Mrs. Carmichael, Maggie, Mom #2, Kids (1), Gabby, Clothes Store Cashier, Shopper #1, Space Cadet Camp Automated Voice, Space Camp Girl #1, TV Captain, Director |                                                                       | [ 6 ]         |
| 2016–2017                      | Voltron: Legendary Defender            | Luca, Queen Luxia, Swirn, Ven'tar, Fentress |                                                                       | [ 6 ]         |
| 2017–2018                      | Bunsen Is a Beast                      | Amanda Killman, Mikey's Mom, Sophie Sanders, Beverly, Mrs. Munroe, additional voices |                                                                       |               |
| 2017                           | Samurai Jack                           | Ami, Aki, Various | 2 episodes                                                            |               |
| 2017                           | Spirit Riding Free                     | Aunt Cora, Townsperson, Polly Prescott | Netflix series                                                        | [ 6 ]         |
| 2017–2020                      | Dorothy and the Wizard of Oz           | Dorothy Gale, Queen Ozma |                                                                       | [ 6 ] [ 22 ]  |
| 2017–2019                      | Niko and the Sword of Light            | Lyra, Balatha, Doris, Poofhilda, Melange, Mrs. Funkfang, Townie, Well-Wishing Well | Amazon series                                                         | [ 23 ]        |
| 2017–2019                      | OK K.O.! Let's Be Heroes               | Shannon, Vormulax, Tumbles, Holo Jane, Barista Pup, Chill Cat, Mrs. Gnarlio, Kid, Point HQ, Pedestrian Rando 2, Small One, Wavezilla, Colewort's Grandma, Foxy, Diving Belle |                                                                       | [ 24 ]        |
| 2017–2021                      | DuckTales                              | Roxanne Featherly, Bank Manager, Intercom, Webra Walters, Coffee Cart Woman, Crying Boy, Astronaut, Anya Von Drake, Klara Von Drake, Female Pirate Blasted Through Time, Audience Members, Will O' The Wisps, Webra Walters, Farmer Turned Goat's Kids                                                         |                                                                       | [ 6 ]         |
| 2017                           | Elena of Avalor                        | Bijoux | Episode: "Party of a Lifetime"                                        | [ 6 ]         |
| 2017–2021                      | Vampirina                              | Aunt Olga, Nosy, Drake's Mom, Spider, Mrs. Zombies, Human Guest 2, Ghastly Gayle |                                                                       | [ 6 ]         |
| 2017–2018                      | Transformers: Titans Return            | Victorion |                                                                       | [ 6 ]         |
| 2018                           | The Adventures of Kid Danger           | Rude Woman, Squeezed Lady, Woman in Theater, Girl #1, Computer Voice, Obnoxious Teen Girl, Elderly Woman, Woman, Boat Witch #1, Witches, Mrs. Mouse, Little Boy, Mom, Snooze Pods, Alarm |                                                                       | [ 6 ]         |
| 2018–2019                      | Trolls: The Beat Goes On!              | Bridget, Bernice, Bella Brightly, Harper, Mags Gumdrop, Old Lady Bergen, Smarge, Ripley Crisp, Vega Swift, Dare-lene J. McGuffin, Various characters |                                                                       | [ 6 ]         |
| 2018–2020                      | The Boss Baby: Back in Business        | Mrs. Buskie, Marsha Krinkle, Baby Simmons, Worker Baby Simmons, R&D Baby Simmons, Security Baby Katja |                                                                       | [ 6 ]         |
| 2018                           | Transformers: Power of the Primes      | Victorion |                                                                       | [ 6 ]         |
| 2018                           | The Adventures of Rocky and Bullwinkle | Grandwinkle, Female Poke Customer |                                                                       | [ 6 ]         |
| 2018                           | Spider-Man                             | Lady Octopus / Carolyn Trainer, Student #1 (3) | Episode: "Between an Ock and a Hard Place"                            | [ 6 ]         |
| 2018 de julio de 28–2021       | Big Hero 6: The Series                 | Brooke, Weird Little Boy, Little Girl, Security System, Elderly Female Artist, Kid, Soft Computer Voice, Lily, Hyper-Potamus, Child, GPS Voice |                                                                       | [ 6 ]         |
| 2019–2021                      | Carmen Sandiego                        | Tigress/Sheena, Isabel, Auctioneer (2), Female Tourist, Buyer (2), Female Neighbor | Netflix                                                               |               |
| 2019–2021                      | DC Super Hero Girls                    | Zatanna, Star Sapphire, Tommy, Alura Zor-El |                                                                       |               |
| 2019 de julio de 10–2022       | Amphibia                               | Martha, The Computer, Professor Scalini, Lady Franklin, Distressed Townspeople, additional voices |                                                                       | [ 6 ]         |
| 2019–2021                      | Scooby-Doo and Guess Who?              | Business Woman, Manager, Trainer, Anchorwoman, Meghan, City Official, Astronaut, Bobby, Ester Moonkiller, Gemma, Tammy |                                                                       | [ 6 ]         |
| 2019–2021                      | Archibald's Next Big Thing             | Bea, Murph, Seagull Kid, Goose Mother, Cheryl, Me-Maw Powers, Robot 1, Martha Von Gobblesberg, Steph, Aunt Violet, Aunt Beatrice, Director, Luna, Tanya, Owl Ophelia, Feta, Ms. Blue, Meemaw, Grandma Ashley, Little Pig Girl, Old Cat Lady, Bank Manager, Glow Worms, Water Skipper Bellhop                   |                                                                       | [ 25 ] [ 26 ] |
| 2019 de noviembre de 8–2022    | Green Eggs and Ham                     | Do-Gooder, Inventor #3, Female Passerby 2, Kid Ant, Fa Ma |                                                                       | [ 6 ]         |
| 2019 de noviembre de 8–2020    | The Rocketeer                          | Harley, Ms. Snootsmith, Pilot, Baby Carrot Mom, Repairwoman |                                                                       | [ 6 ]         |
| 2020 de enero de 6–2021        | Infinity Train                         | Sinesta Gillicutty, Bree Trundleshank, Girl Quadruplets, Disco Girlfriend, Punk Girlfriend, Earthy Girlfriend, Parka Denizen 1, Parka Denizen 2, Teen Fan |                                                                       | [ 6 ]         |
| 2020 de enero de 25–2022       | It's Pony                              | Hypnotist, Tour Guide, News Reporter, Pet Psychologist, Customers, Bus Driver, Waiter, Mrs. Pinkerton, Mrs. Murray, Mom on Street, Millie, Phyllis, Nurse |                                                                       | [ 6 ]         |
| 2020, 2023                     | The Casagrandes                        | Greta, Party Kid #3 | 2 episodios                                                           | [ 6 ]         |
| 2020 de abril de 15–2021       | Cleopatra in Space                     | Bobbi, Terawat, Urteko, Callie, Lakshmi, Yosira, Marigold Heads, Phoebus, Marigold Heads, Pothina | Peacock series                                                        |               |
| 2020 de abril de 25–present    | Craig of the Creek                     | Paula, Kylie | appearing Sleepover at JP's, Kylie, and Kadesha's Birthday            | [ 6 ]         |
| 2020 de mayo de 8–present      | Solar Opposites                        | Mrs. Frankie, Reindeer |                                                                       | [ 6 ]         |
| 2020 de julio de 25–2023       | The Owl House                          | Amber, Eberwolf, Various characters |                                                                       | [ 27 ]        |
| 2020 de julio de 25–2023       | Animaniacs                             | Teen Employee, Marsha, Brilly Brumley, Sheila, Lickspittle, Glowing Eyes, Kelly Sue, Mom, Teenager #2, Athena, Audience Member, Narrator, Tourist, Kid #1, Stapler, Teenage Butterfly, Kid, May the Mayfly, Woman, Marla, Phoenicia, Symphony B                                                                |                                                                       | [ 6 ]         |
| 2021 de marzo de 25–present    | Dota: Dragon's Blood                   | Luna, Elven Child #2, Elven Acolyte, Old Priestess, Blind Woman | Netflix series                                                        | [ 28 ]        |
| 2021 de agosto de 6–present    | Spidey and His Amazing Friends         | Little Girl, Baby, Helen Stacy, Owner, Lady #3, Man #2 |                                                                       |               |
| 2021 de octubre de 1–present   | The Ghost and Molly McGee              | Barrister Ghost #4, Dog Ghost, Grimbella |                                                                       |               |
| 2021 de octubre de 8           | A Tale Dark & Grimm                    | The Sun, Old Woman, Olivia |                                                                       |               |
| 2022 de enero de 1–present     | We Baby Bears                          | Fairy Twinky, Fairy #1, Fairy #3 |                                                                       |               |
| 2022 de abril de 13            | Ice Age: Scrat Tales                   | Baby Scrat | Disney+ series                                                        |               |
| 2022–2023                      | Oddballs                               | Toasty | Netflix series                                                        |               |
| 2022–presente                  | The Wingfeather Saga                   | The Stonekeeper | Angel Studios series                                                  |               |
| 2023–presente                  | Velma                                  | Evelyn, Paramedic, Seductive Woman | HBO Max series                                                        | [ 6 ]         |
| 2023-presente                  | My Adventures with Superman            | Martha Kent, Young Clark Kent |                                                                       |               |
| 2023                           | Invincible                             | TBA | Temporada 2                                                           |               |
| 2023                           | The Bad Guys: A Very Bad Holiday       | DJ Trudy Tude | Especial de Navidad                                                   |               |
| 2023                           | My Dad the Bounty Hunter               | Lootbat | Voz                                                                   |               |

#### Películas animadas
| Año   | Título                                                                                   | Rol                               | Notas                                        |  |
| ----- | ---------------------------------------------------------------------------------------- | --------------------------------- | -------------------------------------------- |  |
| 2002  | WXIII: Patlabor la película 3                                                            | Saeko Misaki                      |                                              |  |
| 2003  | Cardcaptor Sakura: la película 2, la carta sellada                                       | Sakura Kinomoto                   |                                              |  |
| 2004} | Galerians: Rion                                                                          | Lilia, Elsa Steiner               | como Jennifer Jean                           |  |
| 2004} | Mobile Suit Gundam F91                                                                   | Annamarie Bourget                 | como Jennifer Jean                           |  |
| 2007  | Naruto the Movie: Ninja Clash in the Land of Snow                                        | Koyuki Kazahana, Yukie Fujikaze   | Anime                                        |  |
| 2007  | Billy & Mandy: Wrath of the Spider Queen                                                 | Velma Green the Spider Queen      |                                              |  |
| 2008  | Naruto the Movie 2: Legend of the Stone of Gelel                                         | Fugai                             | Grouped under Cast                           |  |
| 2008  | The Little Mermaid: Ariel's Beginning                                                    | Attina                            |                                              |  |
| 2008  | Strait Jacket                                                                            | Rachel Hammond                    |                                              |  |
| 2009  | Virtuality                                                                               | Jean the Computer                 | Piloto de televisión                         |  |
| 2009  | Aussie and Ted's Great Adventure                                                         | Cricket                           | Live-action animal                           |  |
| 2009  | Hulk vs Thor                                                                             | Enchantress                       |                                              |  |
| 2011  | Dead Space: Aftermath                                                                    | Rin, Sandra Burns                 |                                              |  |
| 2011  | Pixie Hollow Games                                                                       | Ivy                               |                                              |  |
| 2011  | The Disappearance of Haruhi Suzumiya                                                     | Tsuruya-san, Kyon's Little Sister |                                              |  |
| 2012  | Tinker Bell and the Secret of the Wings                                                  | Receptionist                      |                                              |  |
| 2013  | Iron Man: Rise of Technovore                                                             | Maria Hill                        |                                              |  |
| 2013  | Metal Gear Solid 2: Bande Dessinée                                                       | Rosemary                          | Video DVD                                    |  |
| 2013  | Tiger and Bunny: The Beginning                                                           | Karina Lyle/Blue Rose             |                                              |  |
| 2014  | Avengers Confidential: Black Widow & Punisher                                            | Maria Hill                        |                                              |  |
| 2014  | The Pirate Fairy                                                                         | Sweetpea, Sydney                  |                                              |  |
| 2014  | Son of Batman                                                                            | Rebecca Langstrom                 |                                              |  |
| 2015  | Lego DC Comics Super Heroes: Justice League vs. Bizarro League                           | Wonder Woman, Bizarra             | Grouped bajo "Starring the Voice Talents of" |  |
| 2015  | Tiger y Bunny: The Rising                                                                | Karina Lyle/Blue Rose             |                                              |  |
| 2015  | Liga de la Justicia: Dioses y monstruos                                                  | Karen Beecher, Livewire           |                                              |  |
| 2015  | Kung Fu Panda: Secrets of the Scroll                                                     | Tigresa                           | Short film                                   |  |
| 2016  | Batman: Bad Blood                                                                        | Ms. Bannister, Kori               |                                              |  |
| 2016  | Lego DC Comics Super Heroes: Justice League: Cosmic Clash                                | Saturn Girl, Ugh                  |                                              |  |
| 2016  | Justice League vs. Teen Titans                                                           | Starfire                          |                                              |  |
| 2016  | Batman: The Killing Joke                                                                 | Call Girl                         |                                              |  |
| 2017  | Scooby-Doo! Shaggy's Showdown                                                            | Midge Gunderson                   | Película animada                             |  |
| 2017  | Teen Titans: The Judas Contract                                                          | Starfire                          |                                              |  |
| 2019  | DC Showcase: Death                                                                       | Charlotte                         | Cortometraje                                 |  |
| 2021  | Rick + Morty in the Eternal Nightmare Machine                                            | Jessica                           | Cortometraje                                 |  |
| 2021  | Fate/Grand Order The Movie: Divine Realm of the Round Table: Camelot Wandering; Agateram | Lion King                         |                                              |  |
| 2023  | My Little Pony: A New Generation                                                         | Pegasus Fan                       |                                              |  |
| 2023  | Justice League: Warworld                                                                 | Harbinger                         | Película del Tomorrowverse                   |  |

## Discografía
- Drama radiofónico Adventures in Odyssey: Gloria McCoy (episodio "Camp What-A-Nut", 1988, primer papel de voz) y Maria (episodio 676: "An Agreeable Nanny", 2010)[29][30]